# リチャード・アクセル
リチャード・アクセル（Richard Axel、1946年7月2日 - ）はアメリカ合衆国の神経科学者、医学博士。コロンビア大学教授（1971年 - 現在）。彼のグループの、嗅覚系の研究により、リンダ・バックと共に2004年のノーベル生理学・医学賞を受賞した。
この画期的な論文は1991年に発表された。リンダ・バックと彼は嗅覚の受容器がGタンパク質共役受容体の一種であることを示し、そのクローンを作った。ネズミのDNAの解析により、嗅覚の受容体に関する約一千の異なった遺伝子が哺乳類の遺伝子の中にあると判断した。この研究は嗅覚作用に関する遺伝子と分子の解析に道を開いた。

## 経歴
彼はアメリカ合衆国のニューヨーク州ニューヨークで生まれた。1963年に名門スタイヴェサント高校を卒業。1967年にコロンビア大学から学士号を取得。1971年にジョンズ・ホプキンズ大学から医学博士号を取得。
彼がもっとも興味を持っている研究は、脳が嗅覚をどのように解釈するか、特に、特定の嗅覚の受容器に脳のどこが敏感に反応するか、である。彼はコロンビア大学の医学部において生化学、分子生物物理学の教授と病理学の教授を務め、また、ハワード・ヒューズ医学研究所の研究員でもある。
1970年代末に、彼は微生物学者であるソール・シルバースタインと遺伝学者であるマイケル・ウィグラーと共に、同時形質転換の技術を発見した。これは異なるDNAを宿主細胞へ挿入し、ある種のタンパク質を生み出させる物である。この技術の特許は、現在アクセルの特許と呼ばれており、1980年2月に届け出が行われ、1983年8月に認可された。製薬会社やバイオテクノロジー関係の会社において、DNA組み替えの研究における基本的なプロセスとして利用され、一度は年間一億ドル近くを稼ぐなど、コロンビア大学をライセンス収入でトップクラスの大学（全米1位）とした。この特許は2000年8月に終了した。

## 受賞・栄誉
- 1982年 - アラン・T・ウォーターマン賞
- 1983年 - イーライリリー生物化学賞、National Academy of Sciences会員、American Academy of Arts and Sciences会員
- 1989年 - リチャード・ラウンズベリー賞
- 1996年 - ローゼンスティール賞
- 2003年 - ガードナー国際賞、American Philosophical Society会員
- 2004年 - ノーベル生理学・医学賞
- 2014年 - 王立協会外国人会員
- 上記以外にも各種受賞多数